# Copkiller
Copkiller es una película policíaca italiana de 1983 dirigida por Roberto Faenza y protagonizada por Harvey Keitel y John Lydon.

## Argumento
En Nueva York ocurren varios asesinatos policiales, que conmocionan a la ciudad. Para detener al asesino el investigador de drogas O'Connor es contratado para localizarlo. Sin embargo él también tiene un secreto. Aunque es conocido en el trabajo por sus drásticas acciones contra los traficantes de droga, él en su vida privada trafica con las mismas sustancias. Los ingresos que él consigue de esa manera los utiliza luego para financiar un hotel de lujo en Manhattan. Un día, un hombre, que sabe muchísimo sobre los negocios de O'Connor, irrumpe en su apartamento y afirma ser el asesino buscado. Es cuando comienza una verdadera guerra de nervios entre los hombres, en la que el policía pierde cada vez más el control.

## Reparto
| Actor         | Personaje              |
| ------------- | ---------------------- |
| Harvey Keitel | Teniente Fred O'Connor |
| John Lydon    | Leo Smith              |
| Nicole Garcia | Leonore Carvo          |
| Leonard Mann  | Bob Carvo              |
| Sylvia Sidney | Margaret Smith         |

## Estreno
Aunque se filmó la producción cinematográfica en 1981, no sería hasta 1984 que se estrenó esta película en los Estados Unidos.

## Recepción
La película se convirtió con el tiempo en una película de culto.
Hoy en día la producción cinematográfica ha sido valorada en portales cinematográficos. En IMDb, con aproximadamente 1100 votos registrados, la película obtiene una media ponderada de 5,5 sobre 10. En cuanto a Rotten Tomatoes, los menos de 50 votos registrados en el portal dieron a este filme una valoración media de 3,8 de 5.